# Fährstraße 22 (Stralsund)

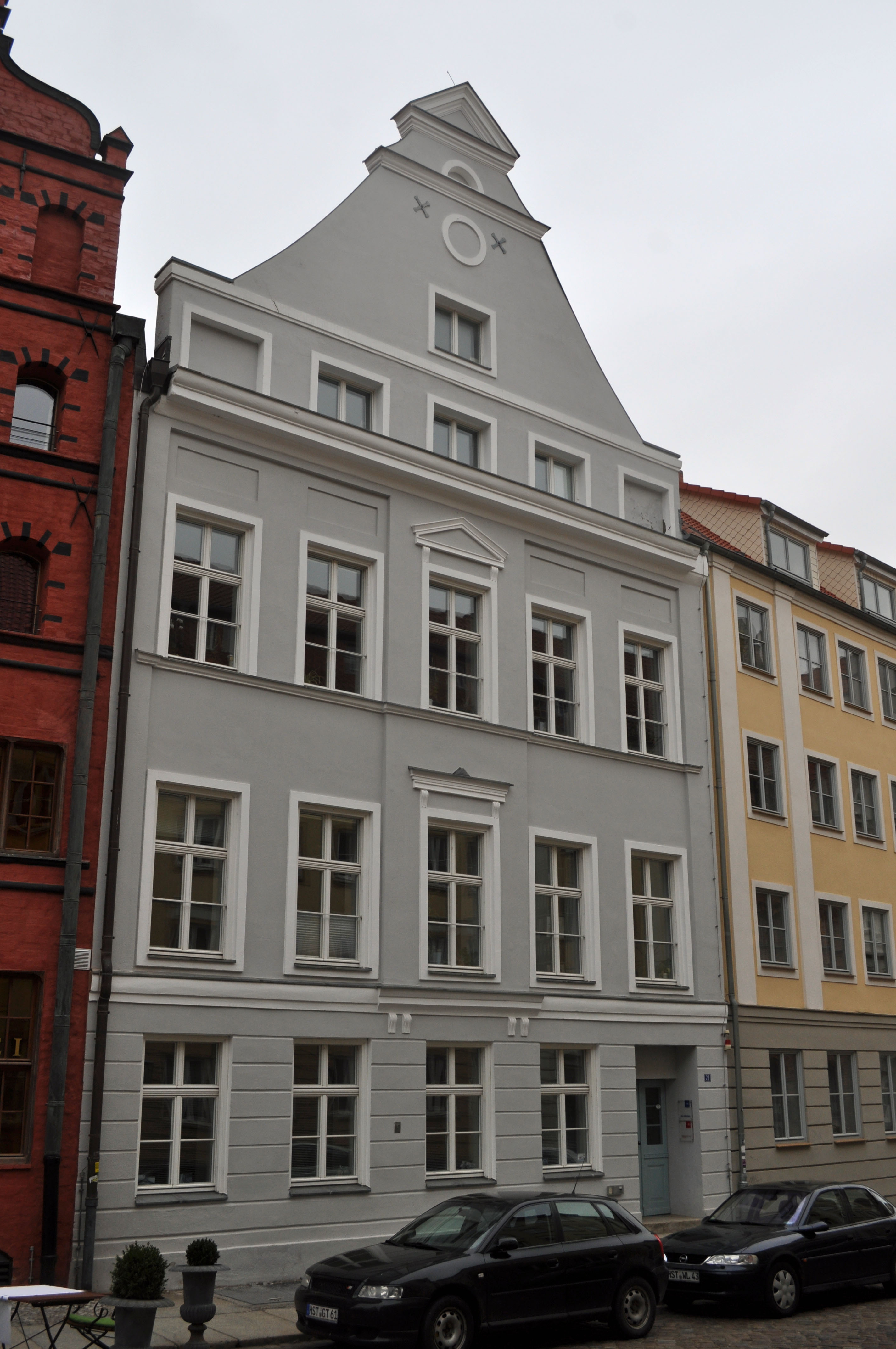
Das Haus Fährstraße 22 in Stralsund (2012)

Das Gebäude mit der postalischen Adresse Fährstraße 22 ist ein denkmalgeschütztes Bauwerk in der Fährstraße in Stralsund.
Das verputzte, dreigeschossige und fünfachsige, giebelständige Haus ist im Kern mittelalterlich und wurde mehrfach verändert, so in den Jahren 1796 und 1848. Nur der Keller und die Fassade sind bis heute erhalten. Im Jahr 1960 wurde der Stuckdekor beseitigt, seitdem ist die Fassade sehr schlicht gehalten: Im Erdgeschoss ist Putznutung zu sehen, die Mittelachse ist in den beiden Obergeschossen leicht vorspringend gearbeitet. Über dem Hauptgesims krönt das Gebäude ein Dreiecksgiebel mit Dreiecksabschluss.
Bei einem Neuaufbau des Gebäudes im Jahr 1998 wurde die Fassade saniert.
Das Haus liegt im Kerngebiet des von der UNESCO als Weltkulturerbe anerkannten Stadtgebietes des Kulturgutes „Historische Altstädte Stralsund und Wismar“. In die Liste der Baudenkmale in Stralsund ist es mit der Nummer 173 eingetragen.